# The Drew Barrymore Show
“The Drew Barrymore Show” é um programa de televisão do gênero talk show, exibido por meio da prática de sindicação, e apresentado pela atriz Drew Barrymore.O programa é distribuído pela CBS Media Ventures e estreou em 14 de setembro de 2020.Em abril de 2022, foi renovado para uma terceira temporada.Desde a segunda temporada, o programa tem como co-apresentador, o correspondente Ross Mathews.

## Conceito
O programa apresenta histórias de interesse humano e social, celebridades convidados, segmentos de estilo de vida, notícias e reportagens externas.

## Produção
Barrymore gravou um piloto do programa em Nova Iorque, em agosto de 2019, preparando para um lançamento no outono de 2020.A atriz havia tentado anteriormente um contrato para um programa de entrevistas com a Warner Bros. Television em 2016, mas um episódio piloto nunca chegou a ser produzido.

Barrymore estreou uma série de pequenos programas digitais em antecedência a estreia de seu programa na televisão,incluindo um documentário sobre os bastidores do talk-show intitulado "The Making of the Drew Barrymore Show",e vários vídeos de conversas com apresentadores de programas similares que inspiraram "The Art of the Interview", com convidados como Gayle King, Andy Cohen, Jimmy Fallon e Whoopi Goldberg.
Ainda para a divulgação, Barrymore lançou a iniciativa “Drew's Movie Nite”, em que ela convidaria seus fãs a se juntarem a ela em uma transmissão ao vivo no Twitter para assistir filmes. A série estreou em 30 de julho de 2020 em conjunto com a Nickelodeon e sua transmissão do filme Good Burger. O programa também contou com entrevistas dos protagonistas do filme, Kel Mitchell e Kenan Thompson.
“The Drew Barrymore Show” teve sua estreia no outono de 2020, durante a Pandemia de COVID-19. O lançamento ocorreu com uma pequena equipe no centro de transmissões da CBS em Nova Iorque, com regras e precauções relacionadas a pandemia.
Ao invés de uma plateia tradicional presencial, membros de uma audiência virtual eram convidados através de uma plataforma digital chamada "Audience From Anywhere" e projetada em uma grande televisor atrás da apresentadora.Enquanto isso, convidados que viviam na Costa Oeste dos Estados Unidos tinham a opção de utilizar a tecnologia chroma key, e aparecer sentados no palco.
O programa foi renovado para uma segunda temporada em 17 de março de 2022.Também foi anunciado que com a chegada da nova temporada, o programa contaria com uma plateia presencial em sua capacidade total no centro de transmissões da CBS em Nova Iorque.
A CBS Media Ventures anunciou em 1 de abril de 2022, que o programa foi renovado para sua terceira temporada.A partir da qual seu modelo será reformatado em dois segmentos de meia hora cada, que podem ser exibidos em sequência ou separadamente.
Com o novo formato, emissoras selecionadas pertencentes a CBS exibirão o primeiro segmento de "Drew" antes de um novo telejornal local, com a segunda metade do programa podendo ser exibido mais tarde no mesmo dia ou em emissoras secundárias do mesmo grupo.

## Transmissão
O programa é transmitido ao vivo para emissoras pertencentes ao grupo CBS às 9 da manhã (Horário Padrão da Costa Leste dos Estados Unidos), e transmitido gravado em diversos outros horários em afiliadas e emissoras locais ao redor do país.
No Canadá, a emissora Global Television Network é a responsável pela transmissão.